# هورنشتاین، اتریش
هورنستاین  (به آلمانی: Hornstein) یک منطقهٔ مسکونی در اتریش است که در ناحیه آیزنشتات-اومگه‌بونگ واقع شده‌است. هورنستاین ۲٬۹۱۴ نفر جمعیت دارد.